# 十智
十智，佛教術語，指佛法中三乘之聖者所成就的十種智慧，以含攝所有能證究竟果的一切智慧。

一般而言，因在證佛菩提果與聲聞解脫果上的不同，故而有兩種意涵：

## 阿羅漢之十智
以解脫道而言：立此十智，以攝成就阿羅漢一切之智：
- 世俗智
- 法智
- 類智
- 苦智
- 集智
- 滅智
- 道智
- 他心智
- 盡智
- 無生智

## 如來十種智
佛菩提道而言，十智顯三世諸佛一切種智無上智慧，勸令菩薩勤修習，別顯不共聲聞所證：
- 三世智
- 佛法智
- 法界無礙智
- 法界無邊智
- 充滿一切世界智
- 普照一切世界智
- 住持一切世界智
- 知一切眾生智
- 知一切法智
- 知無邊諸佛智